# Erste Allgemeine Verunsicherung
Az Erste Allgemeine Verunsicherung (röviden EAV) egy 1977-ben alapított osztrák pop-rock együttes. Az ország határain kívül ismertségük elsősorban a Ba-Ba-Banküberfall című dal angol nyelvű változatának, a Ba-Ba-Bankrobbery című számnak köszönhető.
Bár a zenekar humoros dalszövegei, zenei megoldásai és videóklipjei miatt vált ismertté, számos társadalomkritikus, politikai és gazdasági kritikát megfogalmazó dalt is írt. Így például a Wann man geh'n muß című szám Kurt Waldheim egykori köztársasági elnökről szól, az Eierkopf-Rudi és a Wir marschieren című számok a szélsőjobboldalt kritizálják, az 1988-ban született Burli című dal pedig a csernobili atomkatasztrófa lehetséges következményeiről szól vicces formában.
Maga az együttes elnevezése is egy szójátékon alapul: az Erste Allgemeine Versicherung („Első Általános Biztosító”) elnevezésű (azóta megszűnt) osztrák biztosítótársaság nevét változtatták Erste Allgemeine Verunsicherungra, ami szó szerint „Első Általános Bizonytalanító”-t jelent.

## Diszkográfia
- 1978: 1. Allgemeine Verunsicherung
- 1981: Café Passé
- 1983: Spitalo Fatalo
- 1984: À la Carte
- 1985: Geld oder Leben!
- 1987: Liebe, Tod & Teufel
- 1990: Neppomuk's Rache
- 1991: Watumba!
- 1994: Nie wieder Kunst
- 1997: Im Himmel ist die Hölle los!
- 1998: Himbeerland
- 2000: Austropop in Tot-Weiß-Tot
- 2003: Frauenluder
- 2005: 100 Jahre EAV
- 2007: Amore XL
- 2010: Neue Helden braucht das Land
- 2015: Werwolf-Attacke!
- 2016: Was haben wir gelacht
- 2018: Alles ist erlaubt
- 2019: 1000 Jahre EAV